# 阿涅尔苏布瓦
阿涅尔苏布瓦（法語：Asnières-sous-Bois，法語發音：[anjɛʁ su bwa]）是法国勃艮第-弗朗什-孔泰大区约讷省的一个市镇，属于阿瓦隆区。

## 地理
阿涅尔苏布瓦（47°28'58"N, 3°38'56"E）面积17.95 平方千米，位于法国勃艮第-弗朗什-孔泰大區约讷省，该省份为法国中北部内陆省份，西接卢瓦雷省，西北接塞纳-马恩省，南至涅夫勒省，东临科多尔省，东北与奥布省接壤。
与阿涅尔苏布瓦接壤的市镇（或旧市镇、城区）包括：沙穆、布雷沃、多讷西、布罗斯、沙泰勒桑苏瓦尔、约讷河畔利谢尔、蒙蒂约、韦兹莱。

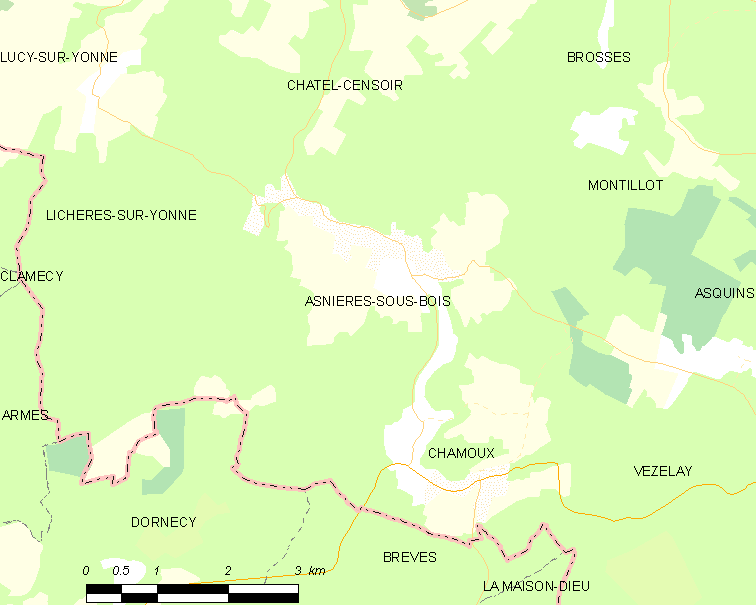
阿涅尔苏布瓦的OSM定位图

阿涅尔苏布瓦的时区为UTC+01:00、UTC+02:00（夏令时）。

## 行政
阿涅尔苏布瓦的邮政编码为89660，INSEE市镇编码为89020。

## 政治
阿涅尔苏布瓦所属的省级选区为茹拉维尔县。

## 人口

1962-2008年间阿涅尔苏布瓦人口变化图示

阿涅尔苏布瓦于2022年1月1日时的人口数量为114人。